# Combine (Texas)
Combine város az USA Texas államában, Dallas és Kaufman megyében. Lakosainak száma 2245 fő (2020. április 1.).

## Népesség
A település népességének változása:

| 2010 | 1 942 |
| 2020 | 2 245 |